# Prosymna stuhlmanni
Espèce
Synonymes
- Ligonirostra stuhlmanni Pfeffer, 1893

Prosymna stuhlmanni est une espèce de serpents de la famille des Lamprophiidae. 

## Répartition
Cette espèce se rencontre jusqu'à 1 676 m d'altitude dans le sud de la Somalie, au Kenya, en Tanzanie, au Mozambique, au Malawi, en Afrique du Sud, en Zambie et au Zimbabwe.

## Étymologie
Cette espèce est nommée en l'honneur de Franz Stuhlmann.

## Publication originale
- Pfeffer, 1893 : Ostafrikanische Reptilien und Amphibien, gesammelt von Herrn Dr. F. Stuhlmann im Jahre 1888 und 1889. Jahrbuch der Hamburgischen Wissenschaftlichen Anstalten, vol. 10, p. 71-105 (texte intégral).